# Нобель (озеро)
Нобе́ль — озеро в Зарічненському районі Рівненської області. Лежить у заплаві річки Прип'яті (басейн Дніпра).

## Опис
Довжина 3,2 км, ширина до 2,5 км, площа 4,99 км², глибина понад 10 м. Прозорість води — до 2 м. Розділене на дві половини півостровом, який простягається з півночі на південь і на якому лежить село Нобель. Східна (більша) частина озера вузька і видовжена з півночі на південь, західна частина більш овальна. Улоговина має неправильну серцеподібну форму. Береги і дно піщані, дуже розчленовані. Є чотири острови — два великі і два малі.
Живиться за рахунок водообміну з річкою Прип'ять, яка впадає в його східну частину з півночі і випливає з нього зі східного боку. Взимку замерзає.
В озері водяться карась, лин, щука, окунь, соми, раки. На берегах — гніздування диких гусей, качок та інших птахів.
Над озером лежать населені пункти: села Нобель, Дідівка і Котира.

## Галерея

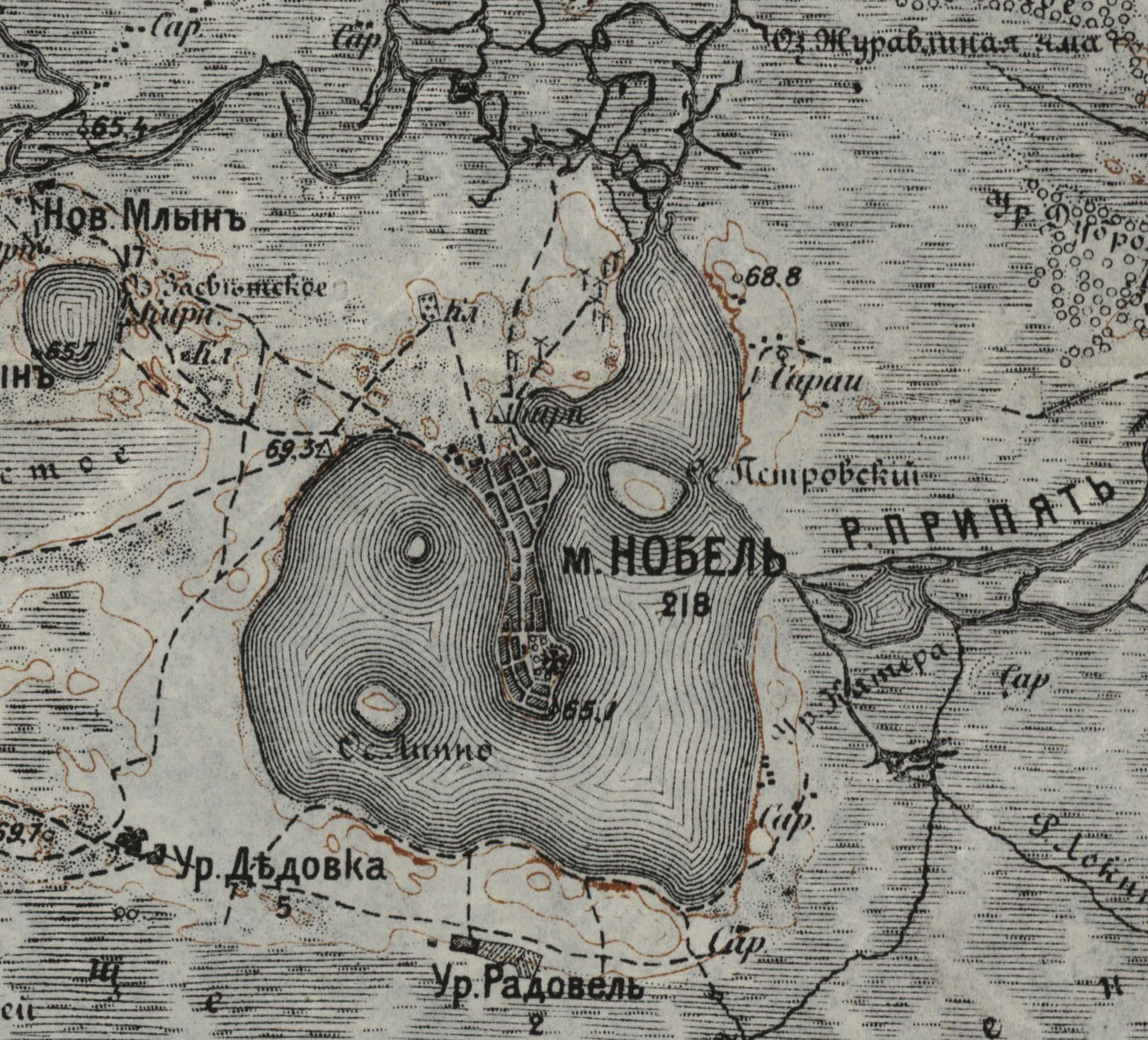
Озеро Нобель на карті 1915 року
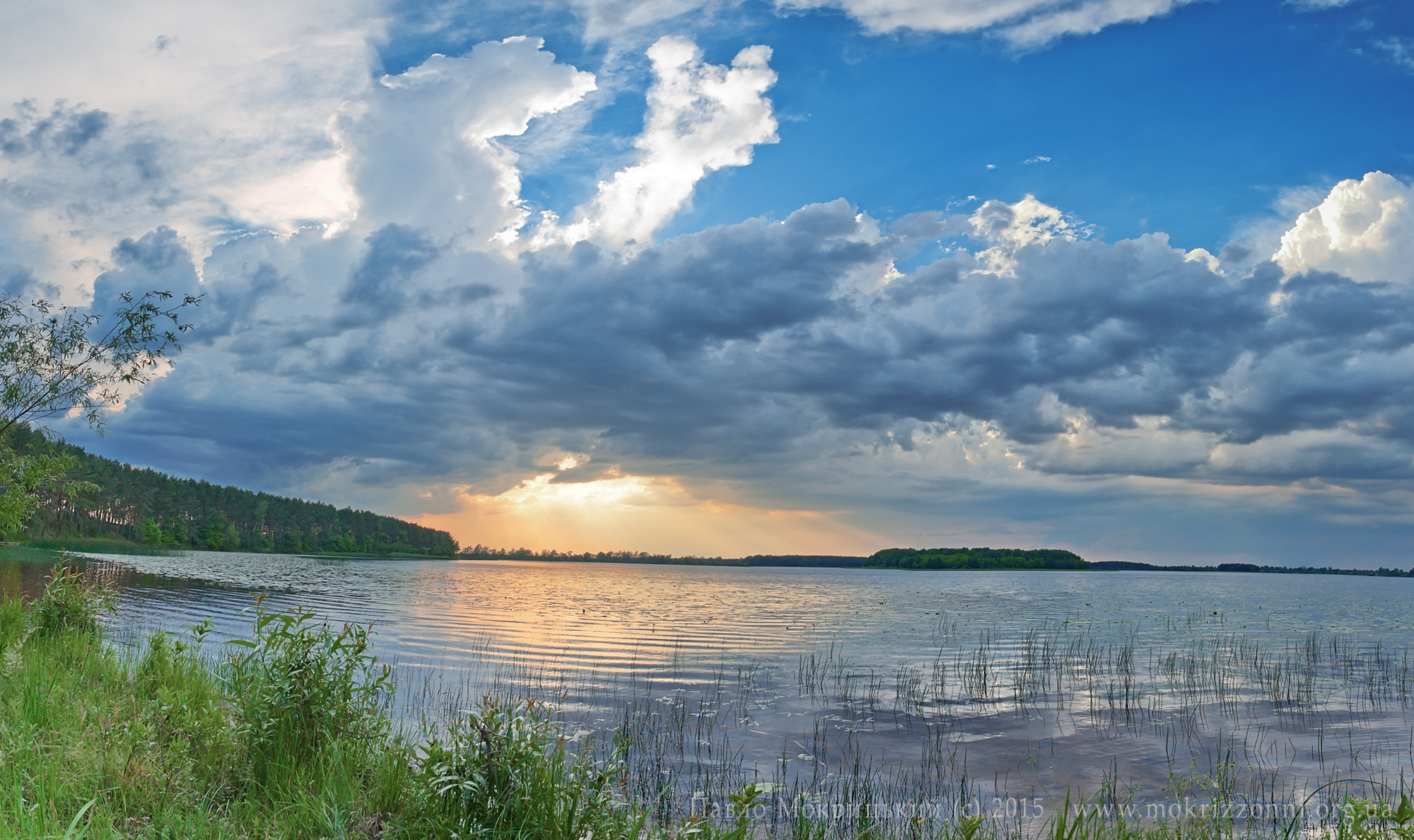
Озеро Нобель
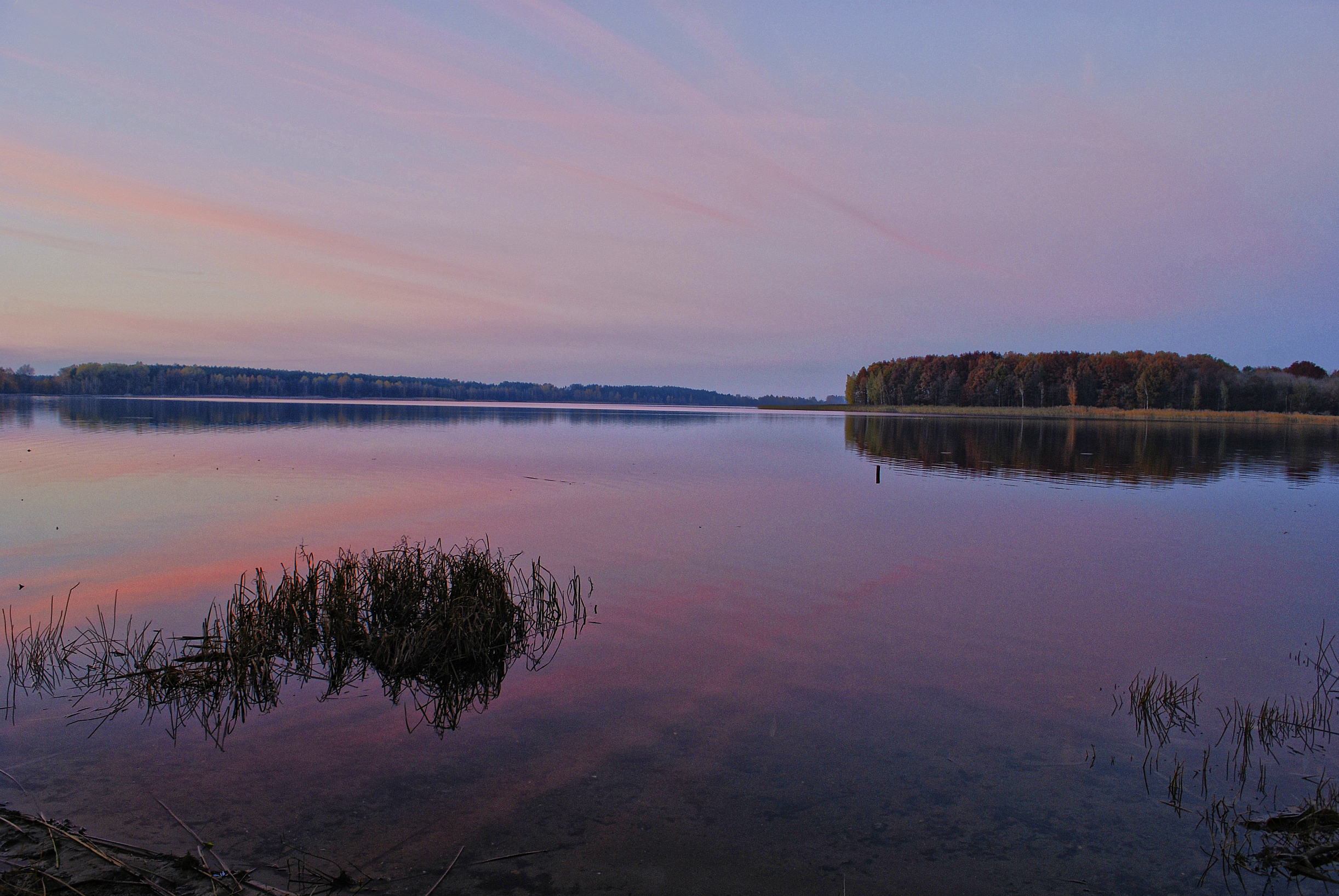
Озеро на заході сонця